# Hvězdlice
Hvězdlice (en allemand : Neu-Wieslitz) est un bourg (městys) du district de Vyškov, dans la région de Moravie-du-Sud, en République tchèque. Sa population s'élevait à 566 habitants en 2020.

## Géographie
Hvězdlice se trouve à 12 km au sud-est de Vyškov, à 35 km à l'est de Brno et à 215 km au sud-est de Prague.
La commune est limitée par Bohdalice-Pavlovice et Orlovice au nord, par Švábenice au nord-est, par Chvalkovice au sud-est, par Uhřice au sud, et par Milonice et Kozlany à l'ouest.

## Histoire
La première mention écrite de la localité date de 1353. Hvězdlice a le statut de městys depuis le 10 octobre 2006.